# Поль Брак
Поль Брак (фр. Paul Bracq; 13 грудня 1933, Бордо, Франція) — французький автомобільний дизайнер, відомий по роботі в Mercedes-Benz, BMW та Peugeot.
Кар'єра Брак розпочалася в студії дизайну Філіппа Шарбонно, де він служив його помічником у 1953—1954 роках. Під час цього періоду студія створила французький лімузин Presidential, побудований компанією Citroen, купе Pegaso та низку інших автомобілів.
Брак служив на військовій службі у Німеччині з кінця 1954 по 1957 роки. Згодом він працював на Daimler-Benz, очолюючи студію дизайну в Зіндельфінгені, цю посаду він обіймав протягом десяти років. Найбільш відомою його роботою є купе Mercedes-Benz Pagoda.
Після повернення до Франції в 1967 році, Брак працював на Brissonneau and Lotz де він був відповідальним за дизайн високошвидкісного пасажирського поїзда TGV. У цей час Брак також відповідав за досвідчені зразки спортивного автомобіля, що базується на BMW Neue Klasse та автомобілі-купе.
У 1970 році Брак був призначений директором з дизайну BMW, де займався розробкою BMW E24 та BMW 7-ї серії. Його концепт кар BMW Turbo в 1973 році виграв у конкурсі «Концептуальний автомобіль року» за версією Automobil Revue, Автомобіль повторив свій подвиг перемігши в 1992 році на конкурсі елегантності (Concours d'Elegance) в Багатель, Франція.
Його робота з Peugeot, що почалася в 1974 році, включала розробку інтер'єрів Peugeot 604 та Peugeot 505.
Брак також відомий як суддя у багатьох автомобільних конкурсах, включаючи Pebble Beach Concours d'Elegance.